# Livre française
Pour les articles homonymes, voir Livre.

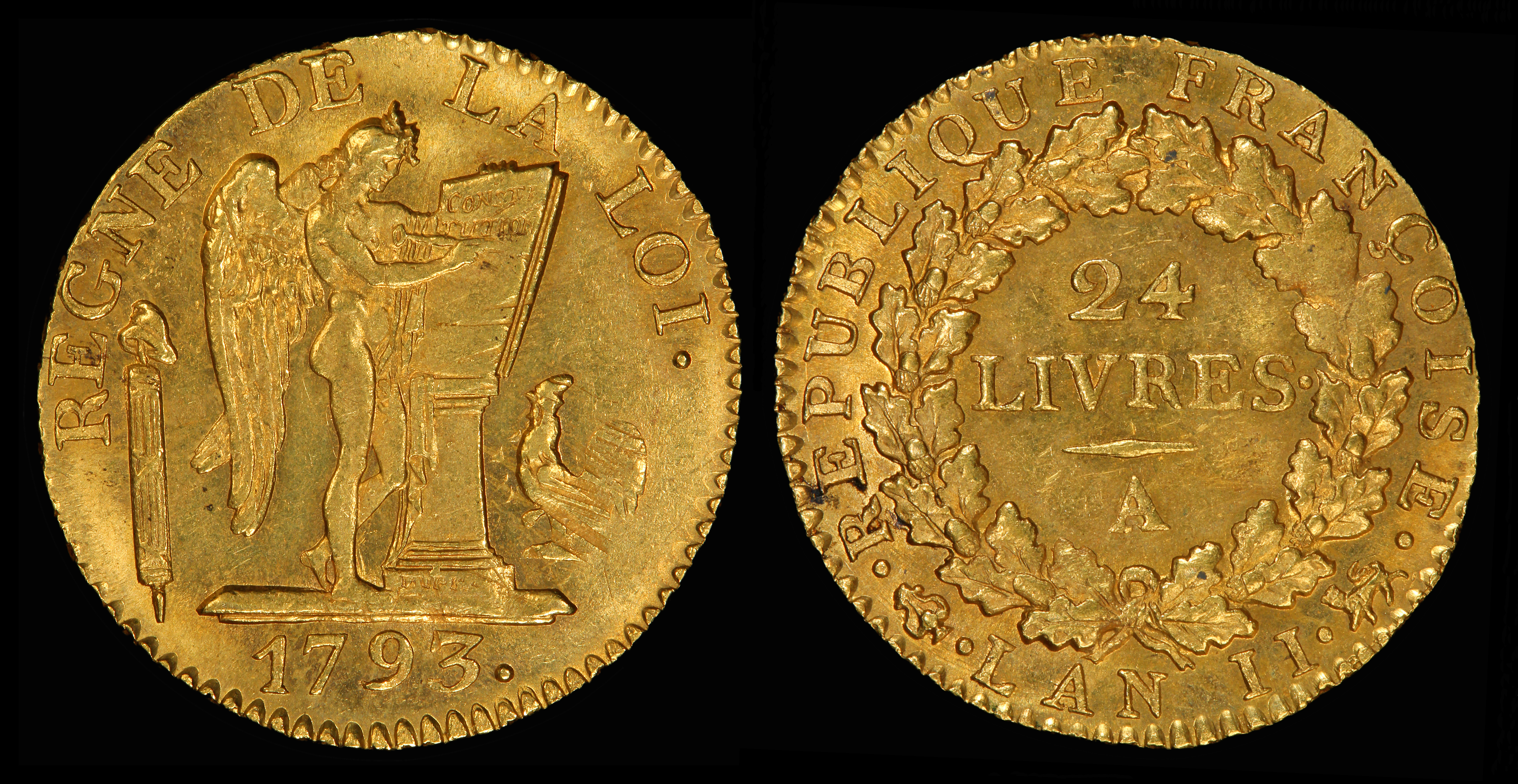
24 livres, pièce d'or, 7,64 g, 1793. L'émission suivante sera le Napoléon de 20 francs germinal, 6,45 g, en 1802.

La livre est une monnaie de compte utilisée en France de 781 (En 781 la France n'existait pas encore; c'était le Royaume des Francs) à 1795, date à laquelle elle est remplacée par le franc. Elle était symbolisée par un L.
La monnaie de compte française s'appelle officiellement « livre » (sans autre précision) seulement à partir de 1780, après une série de crises financières en Europe (1770-1773). Auparavant, on distinguait livre tournois et livre parisis. Dans le système de l'Ancien régime, elle valait 20 sous, soit 240 deniers, système conservé par la livre sterling jusqu'au 14 février 1971.

## Historique
La livre est établie comme unité de compte égale à une livre d'argent par Charlemagne. On parle de livre carolingienne. Elle était divisée en 20 sous, valant chacun 12 deniers ; la livre valait donc 240 deniers. Au départ, une livre correspondait littéralement au poids d'une livre d'argent — environ 409 grammes — à partir de laquelle les pièces étaient frappées. 
Les monnaies carolingiennes étaient d'un aloi de neuf dixièmes d'argent peu de temps après que les monnaies mérovingiennes étaient d'un aloi moindre de cinq à neuf dixièmes d'argent.
Cependant, avec l'usure naturelle progressive[réf. nécessaire] des deniers et des sous, la livre ne valait plus, dans les années 1790, que le dix-huitième de sa valeur réelle en argent de 1266.
Il existait sous l'Ancien Régime différentes livres en France, dont la livre tournois – c'est-à-dire de Tours –, la plus couramment utilisée, et la livre parisis – c'est-à-dire de Paris. Quatre livres parisis valaient cinq livres tournois. Le roi de France Philippe Auguste (1165-1223), après avoir rattaché au domaine royal les possessions des Plantagenêts, unifie le système monétaire en y généralisant la livre tournois.
En 1250, le roi Louis IX instaure le monopole royal sur la monnaie sur l'ensemble du royaume et non plus sur le seul domaine royal. Il fait frapper le premier écu d'or, équivalent de la livre tournois, et le premier gros d'argent, équivalent du sou. Entre 1360 et 1641, la livre tournois est appelée communément « franc ».

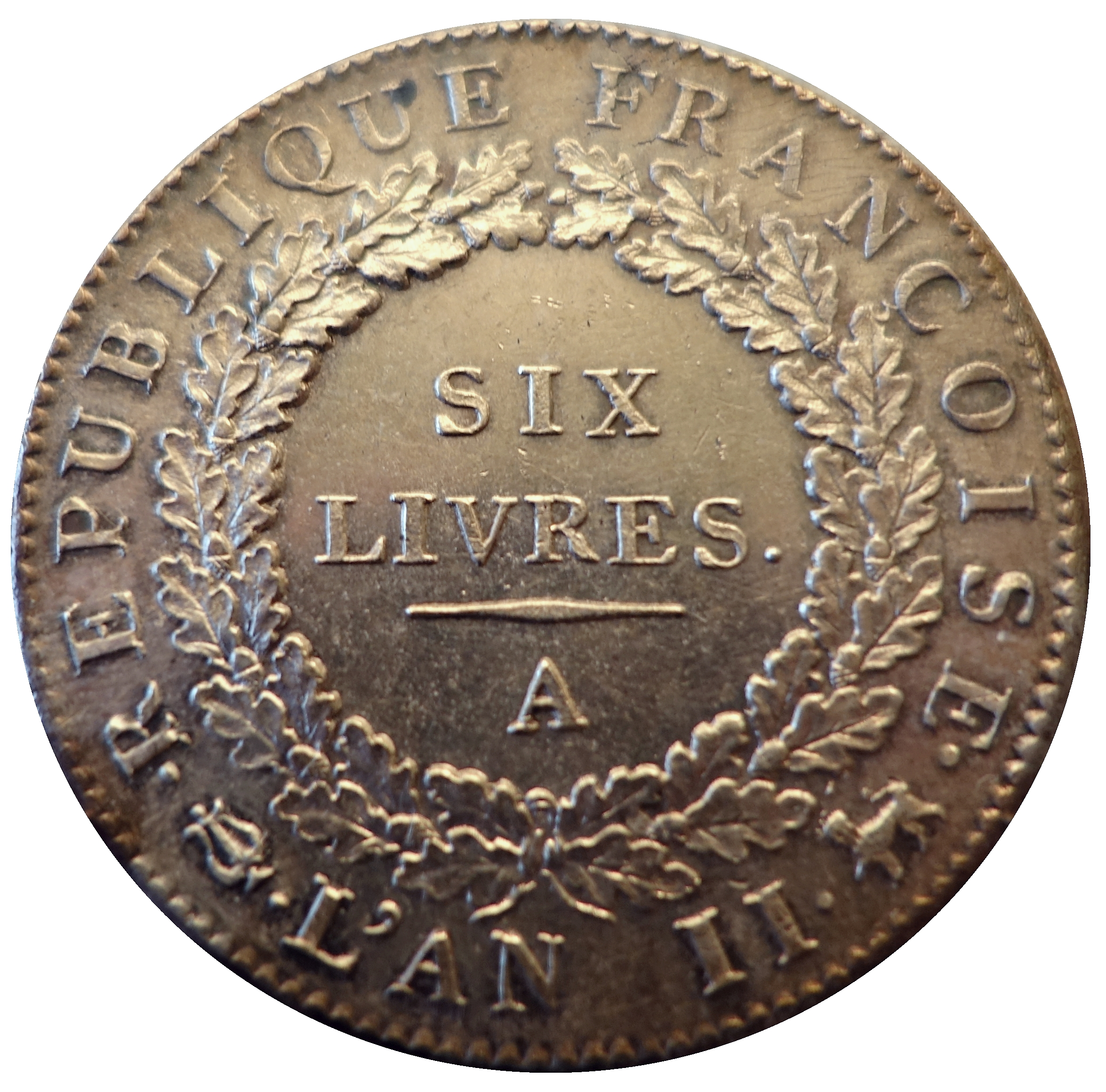
1793, écu de six livres, 29,48 g, remplacé en 1795 par la pièce de 5 francs Union et Force d'un poids d'argent de 25 g.

Sous l'Ancien Régime, le mot « livre », ou parfois le « franc », était aussi utilisé pour désigner une simple unité de compte, dont la valeur n'apparaissait sur aucune pièce. Par exemple, il existait des pièces d'un écu qu'on portait en compte pour une valeur de trois livres.
En 1641, Louis XIII remplace le franc par l'écu d'argent et le Louis d'or, avec une parité de 6 livres tournois pour un écu.
En 1667, la livre parisis est définitivement abolie. Une livre vaut vingt sols, un écu vaut trois livres, une pistole vaut dix livres, un louis d'or vaut onze livres. La livre équivaut approximativement à onze euros de 2010.
En 1668, Molière écrit et joue L'Avare, dont une scène comporte une longue addition en livres, sols et deniers.
En 1701, l'administration royale édite les premières livres tournois en billets. Mais en 1720 la Banque royale s'effondre et, avec elle, la monnaie papier.
En 1726, le cardinal Fleury, ministre de Louis XV, met en place un système monétaire stable. Un louis d'or vaut alors 24 livres ; un écu d'argent vaut 6 livres, soit 120 sols ou sous.
En 1776, la Caisse d'Escompte tente de réintroduire le papier monnaie, mais échoue, car seules ses actions sont cotées sur le marché jusqu'en 1793 et circulent entre investisseurs, un temps, à côté des assignats de la Révolution française. Elle n'eut jamais pouvoir d'émettre des billets.
Le 7 avril 1795, la République française instaure le franc sur la base d'une livre et 3 deniers.